# Paus Sergius IV
Sergius IV (Rome, ca. 970 - 12 mei 1012) was van 31 juli 1009 tot aan zijn dood paus.

## Leven
Voor zijn pontificaat was zijn naam Pietro. Zo heette ook zijn vader, die een schoenmaker in Rome was. Hij zou in zijn jeugd de onvriendelijke bijnaam "zwijnenneus (bucca porci) hebben gekregen. Met deze bijnaam wordt hij ook in de kroniek van Thietmar van Merseburg vermeld.
Voor zijn pontificaat was hij bisschop van Albano (van 1004 tot 1009), weshalve hij ook Pietro da Albano werd genoemd. Over de omstandigheden van zijn roeping en verkiezing tot paus is niets bekend.
Sergius zou zich tijdens zijn pontificaat onder invloed van de Romeinse patriciër Johannes II Crescentius tegen de dominantie van de rooms-koning Hendrik II in Rome hebben geweerd. Daarnaast regelde hij de rechterlijke betrekkingen tussen kloosters en bisschoppen opnieuw en ondersteunde tijdens een hongersnood het eenvoudige volk. Sergius, tijdens zijn leven een eerder zwakke paus, werd in de Sint-Pietersbasiliek begraven.
Sergius zou als eerste paus naar aanleiding van de verwoesting van de Heilig Grafkerk in Jerusalem door de kalief al-Hakim in oktober 1009 in een Bul ertoe hebben opgeroepen, de moslims uit het Heilige Land te verdrijven. De Heilig Grafkerk werd pas in 1055 weer opgebouwd. Het in 1682 ontdekte Kruistochtmanifest wordt door historici echter over het algemeen als een vervalsing beschouwd, die in de tijd van de Eerste Kruistocht in het klooster Saint-Pierre de Moissac zou zijn vervaardigd geworden, om de Kruistochtoproep van paus Urbanus II dogmatisch te versterken. In 1935 uitte de historicus Carl Erdmann kritiek op deze visie; zijn punten van kritiek werden intussen overwegend weerlegd.